# Scoparia platymera
Scoparia platymera là một loài bướm đêm trong họ Crambidae.